# 静止衛星

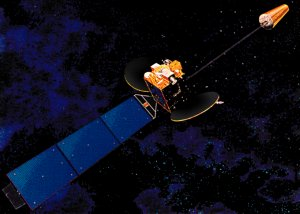
MTSAT

静止衛星（）とは、赤道上空の高度約3万5786キロメートルの円軌道（静止軌道）を、地球の自転周期と同じ周期で公転している人工衛星のことを指す。

## 概要

静止軌道

### 軌道
地球の自転の周期と同じ周期で公転していることから、地上からは、空のある一点に静止しているかのように見える。
可視範囲は緯度81度以下、5度以上の仰角で地上から見えるのは緯度76度以下であり、これ以上の高緯度地域では利用できない。
静止衛星の軌道を静止軌道とよぶ。実際には、地球の重力場が一様ではない事と、太陽輻射圧や月の引力の影響があるため、静止衛星の位置は少しずつずれてゆく。それを補正するために静止衛星は定期的に軌道制御をする必要がある。軌道制御には東西方向の制御と南北方向の制御がある。軌道制御を怠ると、傾斜軌道となる。東西方向には、アジア付近の場合、インド洋方向に力が働いている。
静止衛星の実際の寿命は、概ね燃料搭載量で定まり、寿命末期には静止軌道から、さらに高度が高い墓場軌道に上昇させて廃棄し、静止軌道を空けることが国際条約により定められている。
放置されると約27年周期で軌道傾斜角が15°まで変化する一方、軌道周期は一定に保たれるため、運用中の静止衛星が存在する軌道を日に2回通過することになり、衝突リスクのあるスペースデブリとなる。

### 利用
放送衛星・通信衛星・気象衛星などに用いられる。
静止軌道上は、静止衛星が世界各国で打ち上げられて同じ軌道上に並ぶ為、人工衛星の過密地帯になっている。以前は衛星ごとに経度2度分の間隔を空けることになっていたが、現在は同一経度に複数の衛星が投入されて運用されるようになっている。軌道投入時には特に注意を要する。
静止衛星の軌道割り当てに関しては国際電気通信連合無線通信部門 (ITU-R) が調整を行うことになっている。二つの国家が同一経度に静止衛星を投入した場合、最初にITU-Rに通報した国家の衛星が優先される。通信衛星の場合、電波干渉の問題が調整できれば、同一軌道にて複数国の衛星が運用されることもありうる。

## 歴史
概念は1928年にヘルマン・ポトチュニクによって考案され、SF作家のアーサー・C・クラークによってWireless Worldに1945年発表された事により大衆化された。当初のクラークの構想では巨大な有人宇宙ステーションが3機三角形状に配置されるというものだった（後に、インテルサットやインマルサットが、静止軌道上の数機の衛星で全地表をカバーするという構成をとっている）。
最初の地球同期軌道（軌道傾斜角が0ではなかったので、静止軌道ではない）衛星は、広く“静止衛星の父”として知られる、ハロルド・ローゼンが開発した、1963年7月26日ケープカナベラルから打ち上げられたシンコム2であった。
最初の静止衛星は、1964年8月19日、デルタDでケープカナベラルから打ち上げられたシンコム3であった。180度経線付近に位置し、1964年の東京オリンピックのテレビ生放送を行った。

## 今後の見通し
通信衛星の通信容量の増大と軌道修正に従来のヒドラジン系推進器に換わりイオンエンジンの搭載が進み徐々に長寿命化が進みつつある。その為、今後、打ち上げ需要は減少する事が予想される

## 詳細不明の静止衛星
静止軌道は前述のように過密地帯のため、ほぼ全ての衛星は情報を公開して運用されている。しかし、秘密裏に運用されている衛星（と思われる何か）も確認されており（軌道要素まで非公開にされると物理的に存在しないことになり、後から上げられた衛星が衝突する原因になりかねない）、特異なものを以下で述べる。
美星スペースガードセンターが2002年4月4日、2001年末から2002年にかけて、静止軌道の東経121度付近（インドネシアのスラウェシ島トミニ湾上空。日本付近の緯度では台湾・上海・山東半島・遼東半島が同経度である）に長さ50メートル程の何かがあること、それが制御されて軌道を維持していることなどを観測した、と報告した。物体には同センターの観測天体順番号X00639（X000639とも。表記が一定していない）が付けられている。同センターでは、その大きさについてアメリカのシギント軍事衛星計画にそれらしきものがあり、静止軌道に上げられたこと以外は秘密という軍事衛星があることから、それらの一つである可能性を挙げていた。その後の情報公開などから、メンター、ないしその前任のOrionの可能性が高いとみられている。